# Olenecamptus vittaticollis
Olenecamptus vittaticollis är en skalbaggsart som beskrevs av Heller 1923. Olenecamptus vittaticollis ingår i släktet Olenecamptus och familjen långhorningar.
Artens utbredningsområde är Filippinerna. Inga underarter finns listade i Catalogue of Life.